# 祖師西来意
祖師西来意（そしせいらいい）は禅の代表的な公案のひとつ。

## 『無門関』第三十七則
一人の僧が趙州和尚に問うた。
「如何なるか是れ祖師西来意」（大意：達磨大師が遠路、インドから中国へと来られた真意は何なのでしょうか？）
趙州和尚は答えた。
「庭前の柏樹子」

## 『趙州録』
また僧は続けて問うた。
「和尚、境を将て人に示すこと莫かれ」（大意：私は禅とは何か尋ねているのです。心の外の物で答えないで下さい）
趙州和尚は続けて答えた。
「我れ境を将て人に示さず」（大意：私は心の外の物で答えてなどおりません）
僧は再度問うた。
「如何なるか是れ祖師西来意」
趙州和尚は、再度答えた。
「庭前の柏樹子」